# 鄭普
鄭普（1495年—1554年），字汝德，號海亭，福建省泉州府南安縣人，軍籍，九月十九日生，行一，治《易經》，朝政治人物。

## 生平
由縣學生中式嘉靖十年（1531年）辛卯科福建鄉試第二十七名舉人，年三十八歲中式嘉靖十一年（1532年）壬辰科會試第七十二名。第三甲第一百七十二名進士。觀工部政。

## 家族
曾祖鄭妃乞；祖鄭媽讚；父鄭元；母伍氏。具慶下。弟藻；藎；莊。子欲大。